# WPLJ
WPLJ（95.5 FM），是一家位于纽约市的广播电台，曾由积云传媒公司 (英语: Cumulus Media) 经营。该电台全天以播放成人当代音乐为主，此外还播出少数新闻和体育节目。其发射器位于帝国大厦，发射功率为6.7千瓦。2019年5月31日,截至美国东部时间晚上7点，WPLJ不复存在,结束了48年的运营。